# Barocul petrin

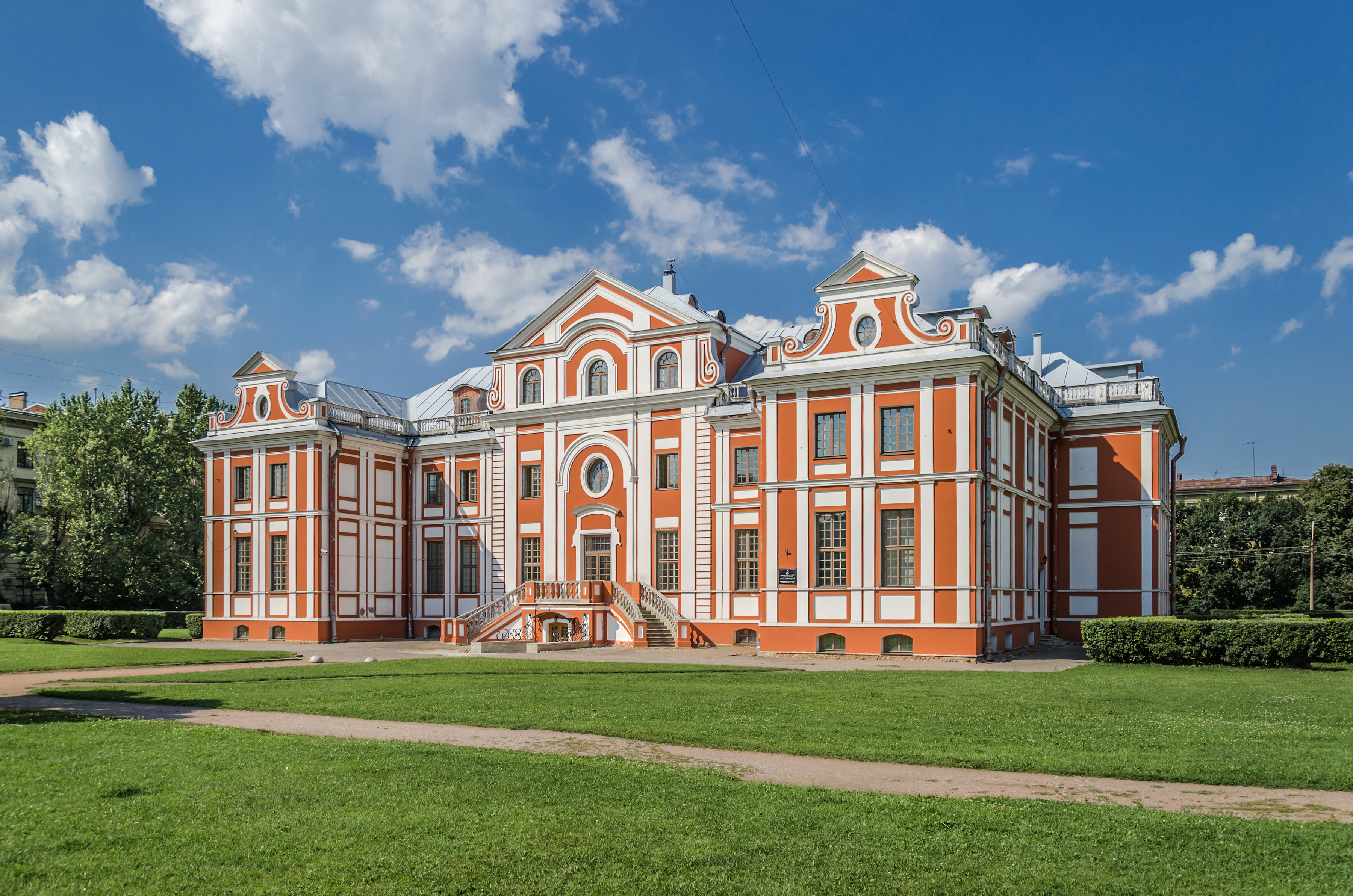
(1714), exemplu de casă privată ce datează din timpul regimului lui Petru I.

Barocul petrin (în rusă Петровское барокко) este numele dat de istorici stilului de decorații și arhitectură barocă agreat de Petru cel Mare și folosit pentru a proiecta clădiri în nou fondata capitală rusă, Sankt Petersburg, în timpul conducerii acestui monarh și a succesorilor săi imediați.  
Spre deosebire de contemporanul baroc Narîșkin, practicat în Moscova, barocul petrin a reprezentat o ruptură drastică de tradițiile bizantine care au dominat arhitectura rusă⁠(d) pentru aproape un mileniu. Principalii săi specialiști - Domenico Trezzini⁠(d), Andreas Schlüter⁠(d) și Mihail Zemțov⁠(d) - s-au inspirat din arhitecturile mai curând modeste, olandeză, daneză și suedeză a timpului. 
Exemple existente ale acestui stil din Sankt Petersburg sunt Catedrala Sfinții Pentru și Pavel (Trezzini), cele Doisprezece Colegii⁠(d) (Trezzini), Kunstkamera⁠(d) (Zemțov), Palatul Kikin⁠(d) (Schlüter) și Palatul Menșikov⁠(d) (Giovanni Fontana).
Structurile barocului petrin din afara Sankt Petersburgului sunt rare; printre ele sunt Turnul Menșikov⁠(d) din Moscova și Palatul Kadriorg⁠(d) din Tallinn.